# Andrej Longo

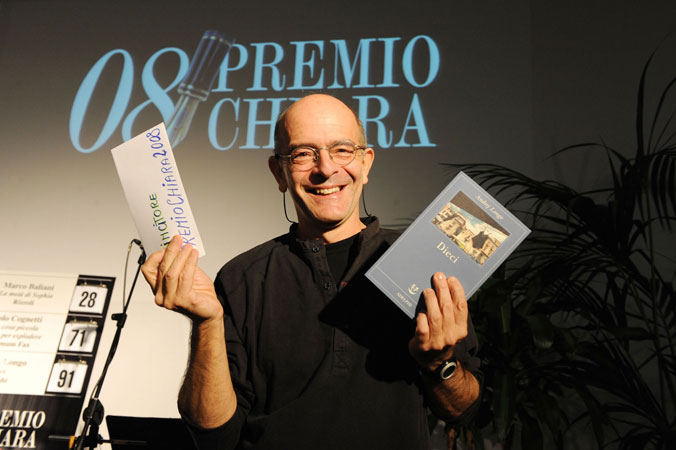
Andrej Longo

Andrej Longo (* 1959 in Ischia) ist ein italienischer Schriftsteller.

## Leben
Andrej Longo wuchs in Neapel auf. Sein Vater gab ihm seinen Namen in Anlehnung an eine der Hauptpersonen aus Krieg und Frieden von Leo Tolstoi. In Neapel arbeitete Andrej Longo als Pizzabäcker, Kellner und Bademeister. Er begann seine schriftstellerische Tätigkeit als Opernschreiber und Radioredakteur. Heute arbeitet Andrej Longo als Drehbuchautor in Rom, doch sein Lebensthema bleibt Neapel. Die Menschen, die italienische Familie und die südländische Gemeinschaft nehmen großen Raum in seinem schriftstellerischen Werk ein. Seine Erzählungssammlung Zehn wurde in mehrere Sprachen übersetzt, unter anderem ins Deutsche. Sein Roman Sarahs Mörder ist in Italien ein Bestseller.

## Werk
- Prima o poi tornerò (1992), Guida.
- Più o meno alle tre (2002), Meridiano Zero.
- Adelante (2003), Rizzoli.
- Dieci (2007), Adelphi.

Zehn, dt. von Constanze Neumann, Eichborn, Frankfurt/M. 2010. ISBN 978-3821861128
- Chi ha ucciso Sarah? (2009), Adelphi.

Sarahs Mörder, dt. von Constanze Neumann, Eichborn, Köln 2011. ISBN 978-3821861081
- Lu campo di girasoli (2011), Adelphi.

Das Sonnenblumenfeld, dt. von Constanze Neumann, Suhrkamp, Berlin 2012.

## Auszeichnungen
- Premio Nazionale Letterario Pisa (2003)
- Premio Bagutta (2008)
- Premio letterario Piero Chiara (2008)